# Triatlon na OI 2012.
Triatlon na OI 2012. u Londonu održavao se od 4. do 7. kolovoza u londonskom Hyde Parku uz učešće ukupno 110 triatlonaca (po 55 u muškoj i ženskoj konkurenciji).

## Osvajači medalja
| Discipline | Zlato             | Rezultat | Srebro                 | Rezultat | Bronca            | Rezultat |
|            |                   |          |                        |          |                   |          |
| Muškarci   | Alistair Brownlee | 1:46:25  | Francisco Javier Gómez | 1:46:36  | Jonathan Brownlee | 1:46:56  |
| Žene       | Nicola Spirig     | 1:59:48  | Lisa Nordén            | 1:59:48  | Erin Densham      | 1:59:50  |

## Satnica
| Disciplina      | Datum       | Vrijeme starta |
| --------------- | ----------- | -------------- |
| Ženski triatlon | 4. kolovoza | 9:00           |
| Muški triatoln  | 7. kolovoza | 11:30          |

Satnica je po britanskom ljetnom vremenu